# 안근배
안근배(安根培, 1937년 2월 20일 ~ )는 대한민국의 한복 디자이너이다.